# Eugenio Calò

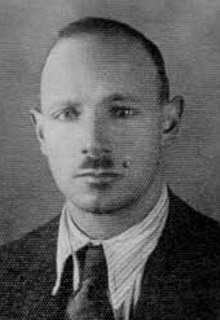
Eugenio Calò

Eugenio Calò (* 2. Juli 1906 in Pisa; † 14. Juli 1944 in San Polo) war ein italienischer Partisan und Widerstandskämpfer gegen den Nationalsozialismus.

## Leben
Calò ist ein offizieller Held Italiens. Geboren in Pisa als Sohn einer alteingesessenen jüdischen Familie wurde ihm nach dem Tode die Goldene Tapferkeitsmedaille verliehen, die größte Ehre für Helden in Italien. Eugenio Calò war ein italienischer Partisan und zweiter Anführer der Partisanendivision Pio Borri, die die Deutschen in den Casentino-Bergen in der Toskana bekämpfte. Als ein jüdisches Opfer des italienischen Faschismus während des Zweiten Weltkrieges verlor er seine Werkstatt, sein Heim und seine Familie. Im Alter von 38 Jahren wurde Calò von den Deutschen gefangen, gefoltert und getötet.

### Massaker von San Polo
Nach dem 8. September 1943 wurde den deutschen Invasionsstreitkräften von höchster Stelle befohlen weder die Genfer Konventionen noch die normalen Kriegsgesetze zu respektieren und keinerlei Gnade gegenüber der Zivilbevölkerung zu zeigen. Die 
deutsche Führung versprach Schutz gegen jegliche Beschuldigungen der Brutalität. Ein spezieller Befehl wurde gegeben, Bewaffnete zu foltern und zu töten und die unbewaffnete Zivilbevölkerung zu terrorisieren. Für jeden toten Deutschen sollten zehn italienische Zivilisten getötet werden.
Gemäß diesem Befehl wurden alle Männer von San Polo, ein Ortsteil der Gemeinde Arezzo (Toskana/Italien), am 14. Juli 1944 zusammengetrieben und zur Villa Mancini, wo die deutschen Offiziere beherbergt waren, geschafft. Dort wurden die Partisanen brutal geschlagen und gefoltert. Eugenio und Angelo, die beide Informationen zu den militärischen Plänen der Alliierten hatten, sprachen nicht. Am Ende des Tages wurden die Partisanen, verwundet und kaum mehr am Leben, zusammen mit den gefangenen Männern des Dorfes – 48 insgesamt – zu einem nahegelegenen Feld im Garten hinter der Villa Giglioso, die von deutschen Soldaten besetzt wurde, geschafft. Die Zivilisten wurden gezwungen drei Erdlöcher zu graben, in die sie anschließend lebend hineingeworfen wurden. Die Partisanen wurden mit dem Kopf über der Erde und mit Sprengstoff, der an ihren Körpern befestigt wurde, ebenfalls in die Gruben gestellt. Anschließend wurden alle in die Luft gesprengt. Die Deutschen erlaubten niemandem, die Toten zu begraben.

### Goldene Tapferkeitsmedaille

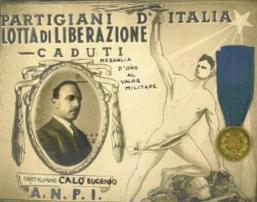
Eugenio Calò, Goldene Tapferkeitsmedaille

Calò rettete das Leben von ca. 30 gefangenen deutschen Soldaten und bestand auf einer humanen Behandlung, obwohl seine eigene Familie
(seine Frau Carolina Lombroso, die Tochter Elena und die Söhne Renzo und Albertino) nur wenige Monate zuvor gefangen genommen und nach Auschwitz deportiert worden waren.
Für seine militärischen Aktivitäten gegen die Deutschen als ein Mitglied der Resistenza, seinen Beitrag als zweiter Befehlshaber der Pio-Borri-Partisanendivision, die die Casention-Berge in der Toskana patrouillierten, für seinen Mut und seine Menschlichkeit wurde Eugenio Calò im Jahr 1947 postum die größte Ehrenbezeigung für militärisches Heldentum in Italien verliehen – die „Tapferkeitsmedaille in Gold“.

### Gedenken anEugenio Calò
Des San-Polo-Massakers wird, ebenso wie der Befreiung von Arezzo am 16. Juli 1944, alljährlich gedacht. Lokale Religions-, Zivil- und Militärverbände nehmen an der Feier teil.
In Arezzo und Florenz gibt es Straßen, die den Namen von Eugenio und Angelo tragen. In der Stadt Quarata nahe Arezzo gibt es eine nach Eugenio Calò benannte Schule.

## Referenzen und Bibliographie
- Original research by Eugenio Calo's nephew Tullio Sonnino and Shmulik Suhami.
- Fuochi sui Monti dell'Appennino Toscano:Antonio Curina; D. Badiali, Arezzo 1957.
- Arezzo distrutta 1943-44: Enzo Droandi; Calosci editore, Cortona, 1995.